# (121483) Griffinjayne
(121483) Griffinjayne est un astéroïde de la ceinture principale.

## Description
(121483) Griffinjayne est un astéroïde de la ceinture principale. Il fut découvert le 4 octobre 1999 aux Monts Santa Catalina par le projet CSS. Il présente une orbite caractérisée par un demi-grand axe de 3,18 UA, une excentricité de 0,22 et une inclinaison de 11,8° par rapport à l'écliptique.
Il est nommé d'après un contributeur de la mission OSIRIS-REx dont l'objet est l'étude de l'astéroïde (101955) Bénou.